# احسان پیغمبری
احسان پیغمبری(متولد ۱۳۶۷ مشهد) ووشوکار ایرانی است. وی با کسب مدال برنز در فرم چانگ‌چوان که یکی از بخشهای اصلی ووشو است، در بخش تالو مردان در بازی‌های آسیایی ۲۰۱۰ گوانگ‌ژو نخستین مدال کاروان ورزشی ایران در آن رقابت‌ها و نخستین مدال ایران در بخش تالو در بازی‌های آسیایی را کسب کرد.وی در تورنمنت ووشو پکن ۲۰۰۸ نیز مدال برنز فرم چانگ‌چوان و در قهرمانی جهان ۲۰۰۹ تورنتو مدال طلای فرم دویلین را که به صورت سه‌نفره انجام می‌شود، کسب کرد.
وی در سال ۱۳۹۲ در سومین دوره بازی‌های کشورهای اسلامی به مدال برنز دست یافت.  

پیغمبری در سال ۱۳۹۳ و در سن ۲۶ سالگی از دنیای قهرمانی خداحافظی کرد و در سال ۱۳۹۵ مدتی مربی تیم ملی ووشو در بخش تالو بود. 